# ジャワ原人
ジャワ原人（ジャワげんじん）とは、ウジェーヌ・デュボワが1891年にオランダ領であったインドネシアジャワ島トリニールで発見した化石人類に対する通称である。年代は 170 - 180万年前ごろと推定されていたが、最新の研究では130万年前ごろとされている。
かつては Pithecanthropus erectus（ピテカントロプス・エレクトス）の学名で呼ばれていたが、2012年現在はヒト属に分類され、Homo erectus（ホモ・エレクトス）の亜種の一つ Homo erectus erectus（ホモ・エレクトス・エレクトス）と位置付けられている。
オーストラリア先住民などに進化したとする研究者もいたが、現生人類の直接の祖先はアフリカに生息していたホモ・エレクトスの別の亜種（または独立種ホモ・エルガステル）であって、アジアにいた北京原人やジャワ原人は直接の祖先ではないとする意見が支配的である。

## 発見の経緯
19世紀後半、ドイツの生物学者ヘッケルは、東南アジア方面で人類の進化が起こったことを主張し、ピテカントロプスという学名も用意していた。ほとんどの学者は無視したが、アムステルダム大学解剖学講師だったデュボアはこの説を信じ、ピテカントロプスを見付けるため軍医に転職しインドネシアに渡って発掘を行なった。その結果、1891年に脳頭骨と大腿骨を発見し、Pithecanthropus erectus（ピテカントロプス・エレクトス）の学名を与えた。しかし保守的な学者の多くは否定的であった。1920年代になって北京原人が発見されるに及び、当時わかっていた最古の人類の一員として認められた。その後も、第二次世界大戦をはさんで何体分かの化石が発見されたが、多くは脳頭骨で、下顎などがわずかに出土したに過ぎない。だが1971年に顔面（上顔部）の大部分が残った頭骨が見つかり、ジャワ原人の特徴解明に大きな成果があった。

## 特徴
脳頭骨は小さく、脳容量も900 cc程度と推定された。対照的に眼窩上隆起は大きく、額は現代人のように丸く膨らまないで低く倒れたように傾斜するなど、原始的な特徴が多いが、大腿骨はまっすぐで長く、現代人によく似ていた。そのため、両者は別の時代に由来するのではないかと疑われたこともあった。顔面は幅広く平坦で、ヨーロッパの同時期の原人（ホモ・ハイデルベルゲンシス）は顔幅が小さいなど、はっきりとした違いが見られる。
ピテカントロプス・エレクトスはピテクス（サル）＋アントロプス（ヒト）であり、直立する猿人を意味するので、かつては「直立猿人」と呼ばれたこともある。また、ホモ・エレクトスは直立するヒトを意味する。

## 太平洋戦争時のエピソード
太平洋戦争中、日本軍は1942年から敗戦までジャワを占領し軍政を敷いていた。バンドンにあった化石人骨は一括して日本側に引き渡すことを命じられた。そこで、当時ジャワで発掘等にあたっていたドイツ人の人類学者ラルフ・フォン・ケーニヒスワルトら関係者は模造品を作ったり隠したりして対抗した。ソロ人の頭骨一個だけが1942年に天皇の誕生プレゼントとして日本に送られた。戦後GHQは、これが京都の皇室コレクションにあることを突き止めて接収、ニューヨークの人類学者フランツ・ワイデンライヒのもとに届けられた。

## その他
インドネシアのフローレス島で発見されたホモ・フローレシエンシス（約1万2000年前まで生息していたと推定され、小型のヒト属の新種とする説もある）については論争が続いている。ホモ・フローレシエンシスをホモ・エレクトスの子孫とする説もある。
化石はオランダのライデンにある国立自然史博物館に保管されている。
またガンドンで発掘されたソロ人は、ジャワ原人の子孫である可能性が高い。ワイデンライヒ、ウォルポフらは、現代のアボリジニとソロ人が酷似した写真を提示している。